# Edelhard Rock
Edelhard Rock (* 7. Januar 1908 in Landeshut; † 7. März 1985 in Wolfenbüttel) war ein deutscher Buchdrucker, Verleger und Politiker (Zentrum, später CDU).

## Leben und Beruf
Nach dem Besuch der Volksschule absolvierte Rock von 1922 bis 1925 eine Lehre zum Textilfacharbeiter, arbeitete bis 1928 in diesem Beruf und nahm gleichzeitig an diversen Lehrgängen teil. Von 1922 bis 1925 war er Mitglied des Zentralverbands christlicher Textilarbeiter Deutschlands. Rock war ehrenamtlicher Schriftleiter von katholischen Jugendzeitschriften und von 1928 bis 1930 als Redakteur in Landeshut, Waldenburg und Schömberg tätig. Seit 1930 war er selbständiger Buchdruckereibesitzer und Verleger. Er nahm als Soldat am Zweiten Weltkrieg teil und geriet in sowjetische Gefangenschaft, aus der 1947 entlassen wurde.
Rock floh 1947 als Heimatvertriebener nach Westdeutschland und gründete 1948 einen neuen Buchdruckerei- und Verlagsbetrieb im Landkreis Wolfenbüttel. Er zählte 1950 zu den Mitbegründern des Landesverbandes Oder-Neiße bzw. der Union der Vertriebenen und Flüchtlinge der CDU, deren Bundesschatzmeister er im Anschluss bis 1975 war.

## Partei
Während der Zeit der Weimarer Republik war Rock Mitglied der Zentrumspartei. Am 17. März 1938 beantragte er die Aufnahme in die NSDAP und wurde zum 1. Februar 1940 aufgenommen (Mitgliedsnummer 7.481.469). Er schloss sich 1947 der CDU an, wurde 1948 zunächst zum stellvertretenden Vorsitzenden und 1970 dann zum Vorsitzenden des CDU-Landesverbandes Braunschweig gewählt. Von 1958 bis 1970 war er Vorsitzender des CDU-Kreisverbandes Wolfenbüttel.

## Abgeordneter
Rock war 1933 Ratsmitglied der Stadt Schömberg und Mitglied des dortigen Magistrats. Von 1948 bis 1972 war er Kreistagsmitglied des Kreises Wolfenbüttel. Dem Deutschen Bundestag gehörte er von 1965 bis 1972 an. In der fünften Wahlperiode (1965–1969) vertrat er den Wahlkreis Goslar – Wolfenbüttel. In der sechsten Wahlperiode (1969–1972) war er über die Landesliste Niedersachsen in den Bundestag eingezogen. In den sechziger Jahren setzte er sich gegen die Einrichtung des Atommülllagers in der Schachtanlage Asse  ein.

## Ehrungen
In Wolfenbüttel wurde im Dezember 2008 eine Straße nach Rock benannt.
- 5. Januar 1976: Bischof Heinrich Maria Janssen (Hildesheim) überreicht das durch Papst Paul VI. verliehene Kommandeur-Kreuz des S.Silvester-Ritterordens.
- 1968: Verdienstkreuz 1. Klasse der Bundesrepublik Deutschland
- 1973: Großes Verdienstkreuz der Bundesrepublik Deutschland[6]